# George Stout
George Frederick Stout (G. F. Stout) (6 de enero de 1860, South Shields-18 de agosto de 1944, Sídney) fue un influyente filósofo y psicólogo inglés. Nació en South Shields, Inglaterra, y estudió y posteriormente fue profesor de filosofía y psicología en la Universidad de Cambridge.
Stout fue editor de la importante revista filosófica Mind entre 1891 y 1920. Asimismo, fue presidente de la Sociedad Aristotélica entre 1899 y 1904. Entre los estudiantes más notables de Stout en Cambridge destacaron George Edward Moore y Bertrand Russell. Durante su carrera también enseñó en las universidades de Aberdeen, Oxford y St Andrews.
Stout murió en Sídney, Australia, en 1944.

## Obras
- Analytic Psychology (1886). Reimprimió Kessinger Publishing, LLC, 312 pp. ISBN 1428611843 (2006)

- Manual of Psychology (2 volumes, 1898-1899)

- Studies in Philosophy and Psychology (1930)

- Mind & matter. Editor The University press, 325 pp. (1931)

- Mind. Volumen 11. Editores George Edward Moore, George Croom Robertson, George Frederick Stout (1986)

- The Groundwork of Psychology. Edición reimpresa de BiblioBazaar, 260 pp. ISBN 1103087126 (2009)